# Махмудоглы, Баба
Баба Махмудоглы (азерб. Baba Mahmudoğlu, настоящее имя — Баба Махмуд оглы Мирзоев; 7 ноября 1940, Казахский район — 6 декабря 2006, Баку) — ханенде, Народный артист Азербайджана (1992).

## Биография
Родился 7 ноября 1940 года в селе Муганлы Казахского района Азербайджанской ССР.
Окончил Азербайджанский институт нефти и химии им. М. Азизбекова. Также окончил Музыкальный техникум имени Асафа Зейналлы, обучался в классе Сеида Шушинского.
С 1960 года по 1962 год работает на заводе имени Шмидта в Баку. С 1962 года по 1970 год — музыкант в Азербайджанском театре оперы и балета имени М. Ф. Ахундова, сначала стажер, позже солист. В театре создал образы Меджнуна («Лейли и Меджнун»), Ашуга Кариба («Ашик-Кариб»), Керема («Асли и Керем») и другие. Также был солистом Азербайджанской государственной филармонии. С 2005 года на пенсии.
Махмудоглы гастролировал в Иране, Турции, Дании, Бангладеш, Индии, Алжире, Замбии и других странах. Исполнение мугамов и песен от Бабы Махмудоглы отличалось от других своей виртуозной исполнительной техникой и свойственным исполнителю артистизмом. Ханенде прославился и за рубежами Азербайджана как прекрасный исполнитель народных песен и теснифов. Баба Махмудоглы владел уникальным голосом в 4 октавы. С певцом сотрудничали многие ансамбли — Ахмеда Бакиханова, Бабы Салахова, Эхсана Дадашева, Сеида Рустамова и Аббаскулу Наджафова. Позже Махмудоглы основал новый ансамбль — фольклорный ансамбль Азербайджанского Гостелерадио «Хазина», ныне носящий его имя.
В ноябре 2005 года перенес инсульт, после чего состояние певца ухудшилось, и 6 декабря 2006 года Баба Махмудоглы ушёл из жизни в городе Баку.
Имя певца носит ансамбль «Хазина», художественным руководителем которого он был.

## Награды
- Заслуженный артист Азербайджанской ССР (1982)
- Народный артист Азербайджана (1992)
- Персональная пенсия Президента Азербайджанской Республики (2003)[1]